# Литл-Теннесси
Литл-Теннесси (англ. Little Tennessee River) — река в Северной Америке. Длина реки — 217 км (240 км согласно Британнике).
Литл-Теннесси протекает по территории Соединённых Штатов Америки, беря своё начало в горах Голубого хребта на северо-востоке штата Джорджия. В верховьях Литл-Теннесси петляет через поля до дамбы Эмори около Франклина. Через 40 км после Франклина река поворачивает с севера на запад, становится более крутой и менее обжитой, она проходит горы Кови и Нантахала через лесистое ущелье. Она течёт в северном и северо-западном направлении через Северную Каролину и Теннесси до впадения в реку Теннесси около города Ленуар. Входит в бассейн реки Миссисипи. Река является юго-западной границей парка Грейт-Смоки-Маунтинс. На реке построено несколько дамб и водохранилищ (Калдервуд в Теннесси, Чеоа и Фонтана в Северной Каролине).

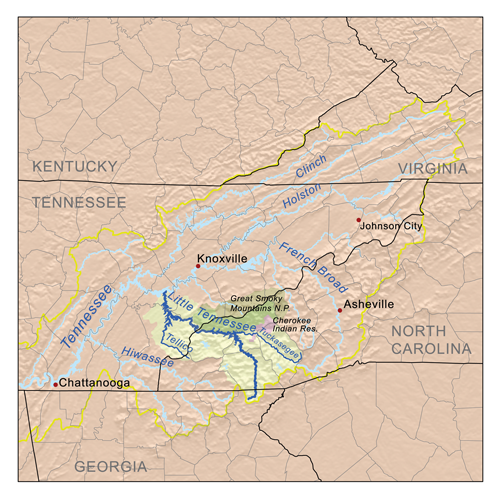
Течение реки Литл-Теннесси

Площадь бассейна составляет 4654 км². Основными притоками Литл-Теннесси являются Кулласайа, Нантахала, Тукасеге и Чеоа. Крупные озёра в бассейне реки: Фонтана, Сантетла, Нантахала и Гленвилл. Более половины территории бассейна Литл-Теннесси находятся в государственной собственности, а 89 % покрыты лесом. Наиболее населённые районы находятся около городов Франклин, Силва и Чероки, всего в бассейне расположено 9 городов. На реке находится индейская резервация Чероки, население которой достигает 13 000 человек. Литл-Теннеси пересекает территории 6 округов.
Бассейн реки Литл-Теннесси поддерживает богатое разнообразие водных видов Голубого хребта. Река является заповедной зоной для сохранения водного биоразнообразия. В ней обитают более 100 видов рыб, 10 видов моллюсков и 12 видов раков. Многие из этих видов встречаются только в верховьях реки. В долине произрастает более 3000 видов растений. Между водохранилищами Франклин и Фонтана на 40 км поддерживается, как считается, полная совокупность видов, присущая этому региону до появления европейских поселенцев. В долине реки активно развивается туризм. Распространены горный мотоспорт, прогулки на лошадях, пешеходные маршруты и сплав по реке.